# Ростань (Росія)
Ростань (рос. Ростань) — присілок Бокситогорського району Ленінградської області Росії. Входить до складу Єфімовського міського поселення.
Населення — 3 особи (2003 рік). 